# Brachystoma pleurale
Brachystoma pleurale är en tvåvingeart som beskrevs av Frey 1956. Brachystoma pleurale ingår i släktet Brachystoma och familjen Brachystomatidae. Inga underarter finns listade i Catalogue of Life.